# 스카우트 (텔레비전 프로그램)
《스카우트》는 KBS 1TV에서 매주 금요일 저녁 7시 40분에 방송 중인 교양 프로그램이다.

## 기획 의도
대한민국 특성화 고등학교의 발전과 청소년들의 실질적인 취업 기회를 확대하기 위해 도전과 꿈을 응원하는 진로 탐색 프로그램

## 방송 시간
| 방송 채널 | 시즌제 | 방송 기간                          | 방송 시간                            |
| --------- | ------ | ---------------------------------- | ------------------------------------ |
| KBS 1TV   | 1      | 2011년 11월 9일 ~ 2013년 4월 3일   | 매주 수요일 저녁 7시 30분 ~ 8시 25분 |
| KBS 1TV   | 1      | 2013년 4월 21일 ~ 2013년 6월 9일   | 매주 일요일 오전 10시 ~ 10시 50분    |
| KBS 1TV   | 1      | 2013년 6월 16일 ~ 2014년 3월 30일  | 매주 일요일 오전 10시 10분 ~ 11시    |
| KBS 1TV   | 2      | 2014년 4월 13일 ~ 2015년 3월 15일  | 매주 일요일 낮 1시 20분 ~ 2시 10분   |
| KBS 1TV   | 2      | 2015년 5월 17일 ~ 2015년 12월 13일 | 매주 일요일 낮 1시 20분 ~ 2시 10분   |
| KBS 1TV   | 3      | 2022년 5월 15일 ~ 2022년 6월 5일   | 매주 일요일 낮 1시 20분 ~ 2시 10분   |
| KBS 1TV   | 4      | 2023년 4월 16일 ~ 2023년 8월 27일  | 매주 일요일 낮 1시 30분 ~ 2시 20분   |
| KBS 1TV   | 5      | 2024년 5월 10일 ~ 2024년 10월 25일 | 매주 금요일 저녁 7시 40분 ~ 8시 30분 |
| KBS 1TV   | 6      | 2025년 5월 9일 ~ 현재              | 매주 금요일 저녁 7시 40분 ~ 8시 30분 |

## MC
| 시즌 | 진행자                       | 진행 기간                                                | 비고 |
| ---- | ---------------------------- | -------------------------------------------------------- | ---- |
| 1    | 김현욱, 이선영               | 2011년 11월 9일 ~ 2012년 5월 23일                        |      |
| 1    | 김기만, 이선영               | 2012년 5월 30일 ~ 2013년 4월 3일                         |      |
| 1    | 김기만, 전주리               | 2013년 4월 21일 ~ 2013년 10월 27일                       |      |
| 1    | 이재홍, 전주리               | 2013년 11월 10일 ~ 2014년 4월 27일                       |      |
| 1    | 이재홍, 백정원               | 2014년 5월 4일 ~ 2014년 8월 10일                         |      |
| 1    | 김기만, 백정원               | 2014년 8월 17일 ~ 2015년 3월 15일                        |      |
| 2    | 강승화, 김선진               | 2015년 5월 17일 ~ 2015년 12월 13일                       |      |
| 3    | 장성규, 이상준, 이은지, 재윤 | 2022년 5월 15일 ~ 2022년 6월 5일                         |      |
| 4~6  | 장성규, 황광희, 조나단, 다영 | 2023년 4월 16일 ~ 2024년 10월 25일 2025년 5월 9일 ~ 현재 |      |

## 방송 시리즈
| 시즌 | 프로그램명              | 방송 횟수 | 비고 |
| ---- | ----------------------- | --------- | ---- |
| 1    | 스카우트                | 160부작   |      |
| 2    | 스카우트                | 28부작    |      |
| 3    | 스카우트 3.0            | 4부작     |      |
| 4    | 스카우트 4.0 얼리어잡터 | 20부작    |      |
| 5    | 스카우트 5.0 얼리어잡터 | 21부작    |      |
| 6    | 스카우트 6.0 얼리어잡터 |           |      |

## 지역 방송국 프로그램
- DMB TV에서는 편성하지 않는다.

| 방송국  | 방송 권역            | 프로그램                     |
| ------- | -------------------- | ---------------------------- |
| KBS춘천 | 강원특별자치도       | 지명수배                     |
| KBS대전 | 대전광역시           | KBS 생생토론                 |
| KBS대전 | 충청남도             | KBS 생생토론                 |
| KBS대전 | 세종특별자치시       | KBS 생생토론                 |
| KBS청주 | 충청북도             | 무대를 빌려드립니다          |
| KBS부산 | 부산광역시           | K-토크 부산                  |
| KBS울산 | 울산광역시           | 이용식의 울산시대            |
| KBS대구 | 대구광역시, 경상북도 | 쉬어가도 괜찮아 마이크로여행 |
| KBS대구 | 대구광역시, 경상북도 | 지역의 사생활2               |
| KBS창원 | 경상남도             | 토론 경남                    |
| KBS광주 | 광주광역시, 전라남도 | 별별 다방                    |
| KBS전주 | 전북특별자치도       | 안녕 전.학.생 시즌2          |
| KBS제주 | 제주특별자치도       | 꼬닥꼬닥 걸어사, 제주        |

## 같이 보기
- 도전! 골든벨 (종영)